# Enrique Dacal
Enrique Dacal (Buenos Aires, 1949) es un director de teatro, actor y dramaturgo argentino. Su obra dramática está escrita bajo el seudónimo de Francisco Enrique.

## Actividad profesional
Fue fundador del Teatro de la Libertad, agrupación que dirigió entre 1984 y 2000 en su país y en giras internacionales. Los títulos más importantes, derivados de su propia escritura teatral fueron Juan Moreira, El Heroico Bairoletto y Sol Violento sobre las ruinas del infierno’’.
Actuó en Tango por Pablo, obra de Peñarol Méndez, y la ópera de cámara de Enrique Papatino y Pablo Dacal Lovely Revolution. En 2011 se destacó en el rol del Fiscal en OW , obra de Julio Ordano sobre el juicio a Oscar Wilde.[cita requerida]
Entre 1977 y 1984, junto a Víctor Mayol, codirigió el taller de formación y producción teatral Teatro Estudio de Buenos Aires
Ha publicado, en la colección "Sin Telón", de la editorial Madres de Plaza de Mayo, el libro "Teatro de la Libertad. Teatro callejero en la Argentina desde el movimiento grupal de los 80".
Su principal actividad es la dirección teatral. Sus puestas en escena más relevantes son Ubú Rey, de Alfred Jarry; Juan Moreira, sobre textos de Eduardo Gutiérrez; Celestina, sobre textos de Fernando de Rojas;La Piel o la vía alterna del complemento; de Alejandro Finzi; los textos de Enrique Papatino El anticuerpo, Somnium, En París con aguacero, El viento escribey Macedonio; su propia adaptación de textos de Franz Kafka titulada Procedimientos para inhibir la voluntad de los individuos; Judith y La cabeza de Goliat - Pasolini/Caravaggio hombres del claroscuro, de Jorge Palant  y las obras del español Juan Mayorga Cartas de amor a Stalin, El chico de la última fila’’, Los yugoslavos y Reikiavik .

## Actividad institucional
Fue profesor titular de la Escuela Metropolitana de Arte Dramático De Buenos Aires (1984 al 2014),entidad de la que fue director entre 1994 y 1998.[cita requerida]
También fue miembro fundador y del Consejo Asesor de la Escuela Internacional de Teatro de la América Latina y el Caribe, en La Habana.[cita requerida]; (1989 a 1993)
Entre 2003 y 2011 fue coordinador de programación y más tarde director ejecutivo del Centro Cultural General San Martín de la Ciudad de Buenos Aires.
Integró, entre el 2007 y el 2009, el Directorio del Instituto Proteatro (G.C.B.A.) .
En 2009/2010 se desempeñó como Supervisor Artístico de los talleres desarrollados por el Frente de Artistas del Borda (Buenos Aires)
Entre 2011 y 2015, fue Asesor Cultural de la Secretaría de Derechos Humanos de la Nación
Integra, desde 2013 hasta la fecha, el jurado seleccionador del ciclo Teatro x la Justicia
Integró el jurado del Premio Argentores a la producción 2015
Es miembro fundador, desde 2021, de A.P.D.E.A. /Asociación de Profesionales de la Dirección Escénica Argentina.

## Obras estrenadas como director de escena
- Los Juegos, de texto propio (1972)
- Último cabaret de Buenos Aires, creación colectiva de Grupo 7 (1973)
- Ubú Rey, de Alfred Jarry (1975 - 1977)
- Hamlet, de William Shakespeare (1976)
- ¡Gesta!, de texto propio sobre "Voces de gesta" de Ramón María del Valle Inclán (1977)
- Celestina, de Fernando de Rojas (1978)
- Amor de cualquier humor, de Martha Mercader (1979)
- El último tramo, de Víctor Winer (1981)
- Bestiela, de Claude Demarigny (1981)
- Heroica, La Guerra, de texto propio (1982)
- Juan Moreira, versión callejera de la obra de Eduardo Gutiérrez (1984 - 2000)
- El Heroico Bairoletto, de texto propio (1985 - 1988)
- El cuento de la buena vida, de Roberto Perinelli (1985)
- Swing, de Paulina Harrington (1987)
- La gallina ciega, de Roma Mahieu (1988)
- Sol Violento sobre las ruinas del infierno, creación colectiva sobre collage de diversos textos (1987)
- Fuenteovejuna , de Lope de Vega (1990)
- El canto del fuego, sobre Memoria del fuego, de Eduardo Galeano (1991 - 1992)
- Fragmentos de una Herótica, codirección con Javier Margulis (1991 - 1992)
- Mascaró, el cazador americano, de Haroldo Conti (1992)
- Una imaginación que no alcanza, de Fernando Bellottini (1992)
- Ricardo III, ...negra noche borre tu luz... sobre Ricardo III de William Shakespeare (1995)
- Happy end, de Bertolt Brecht y Kurt Weill (1995)
- Azucena Sin Guipiur de Alfredo Megna (1996)
- Puchero Argentino sobre El Debut de la Piba de Roberto Cayol (1997) Gat
- Woyzeck de Georg Büchner (1997)
- El Mensajero De Hesse - una travesía por los últimos días de Georg Büchner, de texto propio (1999)
- Canta para mí, de Enrique Papatino y Fernando Fernández (2000)
- La Cicatriz Ajena, de Héctor Giovine(2001/02),
- El Anticuerpo , de Enrique Papatino (2002)
- Cecilio: Pura Verónica, de Vita Escardó; (Teatro por la Identidad) (2002)
- La Piel o la vía alterna del complemento, de Alejandro Finzi (2003)
- Somnium, de Enrique Papatino (2004)
- Nekudot (puntos), de Ofer Ravid y Mariano Engel. (2004-2005)
- Argumento para una novela corta, versión de Enrique Papatino de La Gaviota’’ de Antón Chéjov*  (2005)
- Procedimientos para inhibir la voluntad de los individuos, dramaturgia propia sobre textos de Franz Kafka (2006)
- Cartas de amor a Stalin, de Juan Mayorga (2007)
- Con el público, dramaturgia de Marcelo Nacci sobre El público, de Federico García Lorca. (2007)
- En París con aguacero, de Enrique Papatino (2008)
- Memorial del cordero asesinado, de Juan Carlos Gené (2008)
- Lovely Revolution, de Enrique Papatino, con música y canciones de Pablo Dacal  (2009-2010)
- Judith, de Jorge Palant  (2012 - 2013)
- De sobornar al olvido, de Enrique Papatino (2013)
- El chico de la última fila, de Juan Mayorga (2014 - 2015)
- Siempre estamos en mayo, de Jorge Palant (2015).
- Los Yugoslavos, de Juan Mayorga (2016)
- Gato en tu balcón, de Luis Saez (2017)
- Reikiavik, de Juan Mayorga (2018)
- Historia en Falsa Escuadra, de Luis Saez (2018 - 2019)
- El viento escribe, de Enrique Papatino (2018 - 2019)
- La catedral sumergida, de Enrique Papatino (2019)
- La cabeza de Goliat - Pasolini/Caravaggio; hombres del claroscuro de Jorge Palant (2021-2022)
- El chico de la habitación azul de Miguel Ángel Diani (2022)
- La fuerza del agua de Adriana Tursi (2023)
- Macedonio (2024)

## Obras estrenadas como autor
Bajo el seudónimo de Francisco Enrique, ha escrito para el teatro 
- Los Juegos (1972)
- ¡Gesta!; sobre "Voces de gesta" de Ramón María del Valle Inclán (1977)
- Heroica, La Guerra (1982)
- Juan Moreira; sobre originales de Eduardo Gutiérrez (1984)
- El Heroico Bairoletto (1985)
- El Mensajero De Hesse; sobre originales de Georg Büchner (1998)
- Martirio; en colaboración con Enrique Morales (1998)
- Procedimientos para inhibir la voluntad de los individuos; sobre originales de Franz Kafka (2006).

## Obras estrenadas como actor
- Alambre de púas, de Boris del Río (1969)
- Picolino Pop y la galera loca, de Boris del Río y Dardo Gómez (1970)
- Nosequé tiene la lechuga, de Roberto Vega (1971)
- Don quijote de La Mancha, de Roberto Nicolás Medina s/Miguel de Cervantes Saavedra (1972)
- Ellos..., sin puñado de barro, sin costilla..., de José María Cáceres (1974)
- 1519:Originario, de Víctor Mayol s/Todos los gatos son pardos de Carlos Fuentes (1979)
- Puchero Argentino, de Francisco Enrique s/El debut de la piba, de Roberto Cayol (1999)
- Tango por Pablo, de Peñarol Méndez (1999)
- Dan tres vueltas y luego se van, de Raúl González Tuñón-Nicolás Olivari (2003)
- Lovely Revolution, de Enrique Papatino - Pablo Dacal (2009/2010)
- O W (Oscar Wilde), de Julio Ordano (2011)

## Festivales internacionales
- 1984–1985: Córdoba (Argentina)
- 1985: Neuquén (Argentina)
- 1985: Santiago De Chile (Chile)
- 1985: Ouro Preto (Brasil)
- 1991: La Habana (Cuba)
- 1992: Nantes (Francia)
- 1997: Buenos Aires (Argentina).

## Publicaciones
- Apuntes finiseculares para la historia del teatro de grupos en la Argentina. Diógenes, anuario crítico del teatro latinoamericano.[9]
- Teatro de la Libertad. Teatro callejero en la Argentina desde el movimiento grupal de los 80. Colección Sin Telón, de la editorial Madres de Plaza de Mayo.[10]